# 王燮 (清末將領)

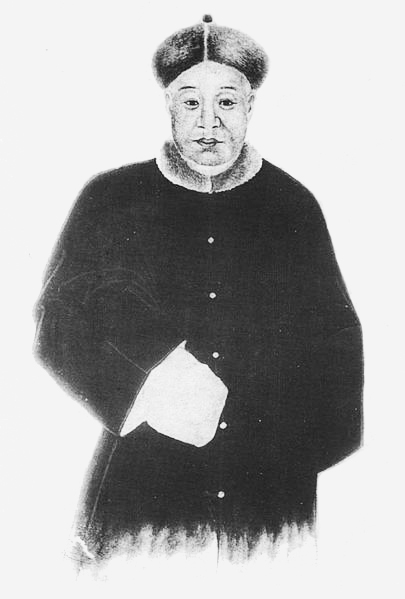
王燮

王燮（1856年—1900年），字襄臣，直隸省順天府寧河縣人，清朝軍事將領。

## 生平
光緒年間，襲騎都尉兼一雲騎尉、蔭京城右營都司。光緒二十四年（1898年）任京城左營遊擊，後被義和團逮捕並誤殺。獲追授武顯將軍、祀京師昭忠祠，吳汝綸為其撰墓誌銘。著有《秦園詩文集》。

## 家族
曾祖王錫朋；祖父王承泗；父王楫。
弟王照、王焯。